# Kostel svatého Víta (Mířkov)
Kostel svatého Víta stojí při severním okraji návsi obce Mířkov, v nevýrazném svahu klesajícím východním a jižním směrem. Kostel je přístupný o sobotách v 17.30 hodin celý rok, každý týden mše svatá s nedělní platností.

## Stavební fáze

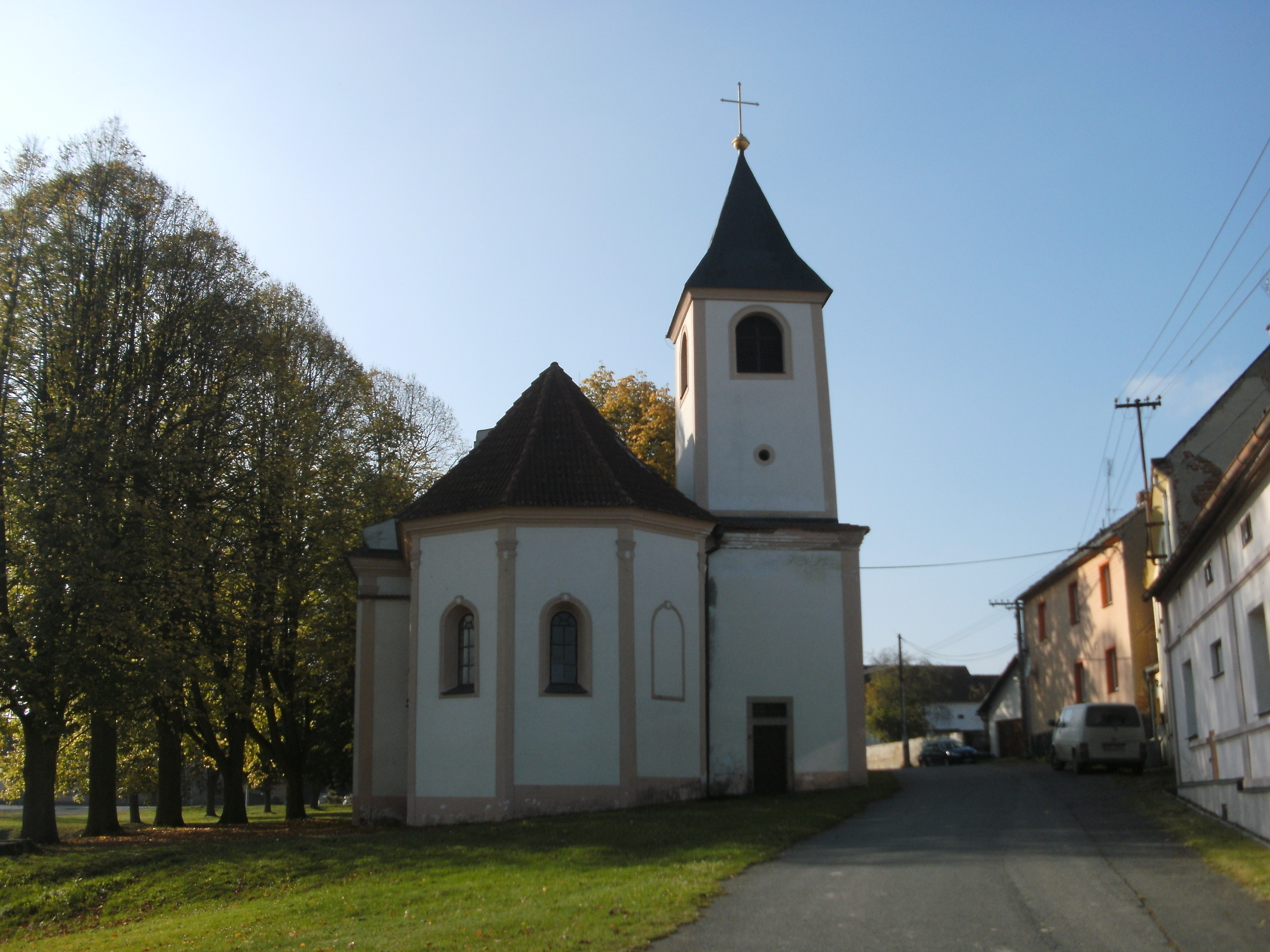
Pohled na kostel zeezadu

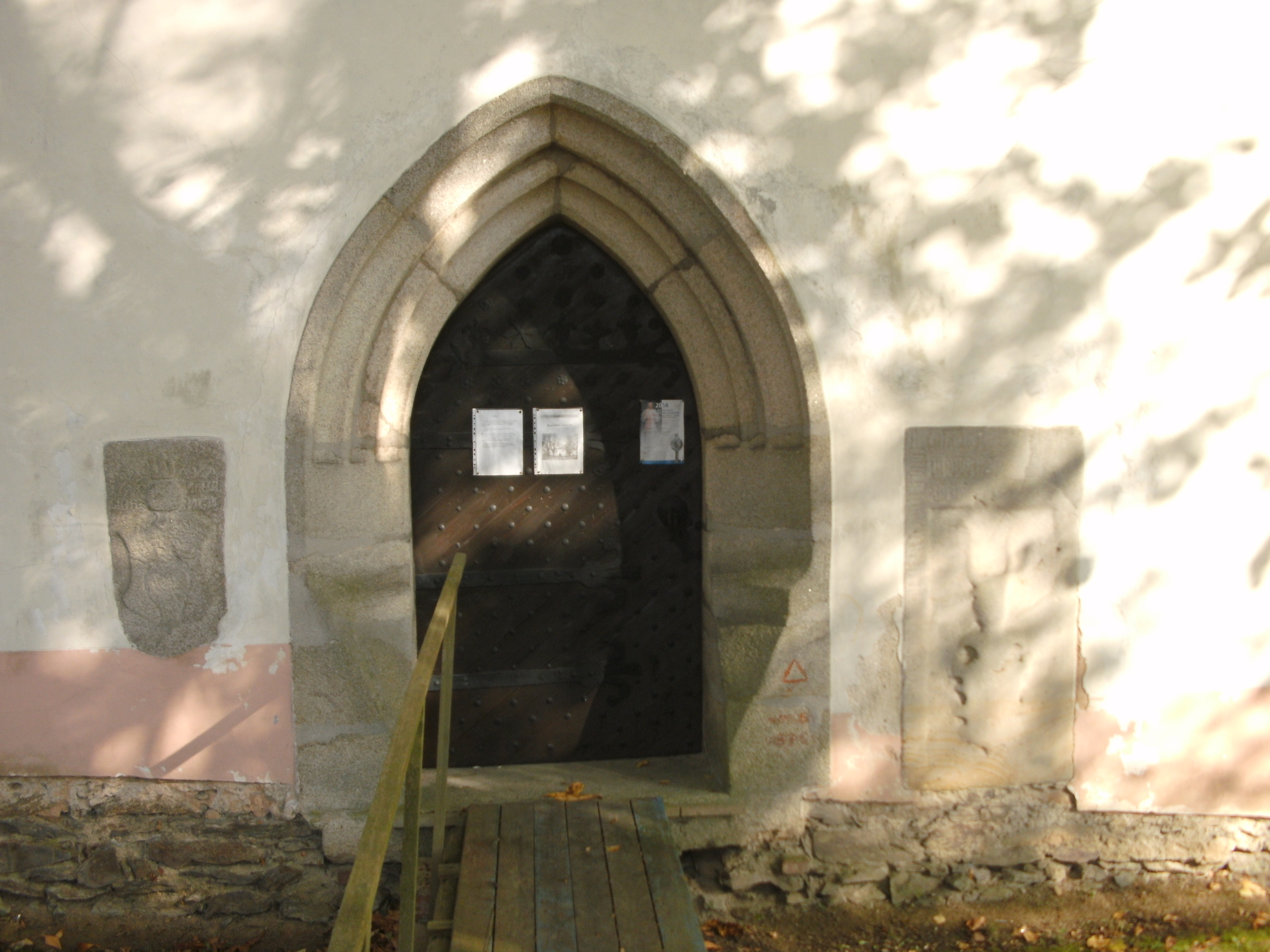
Vstup do kostela

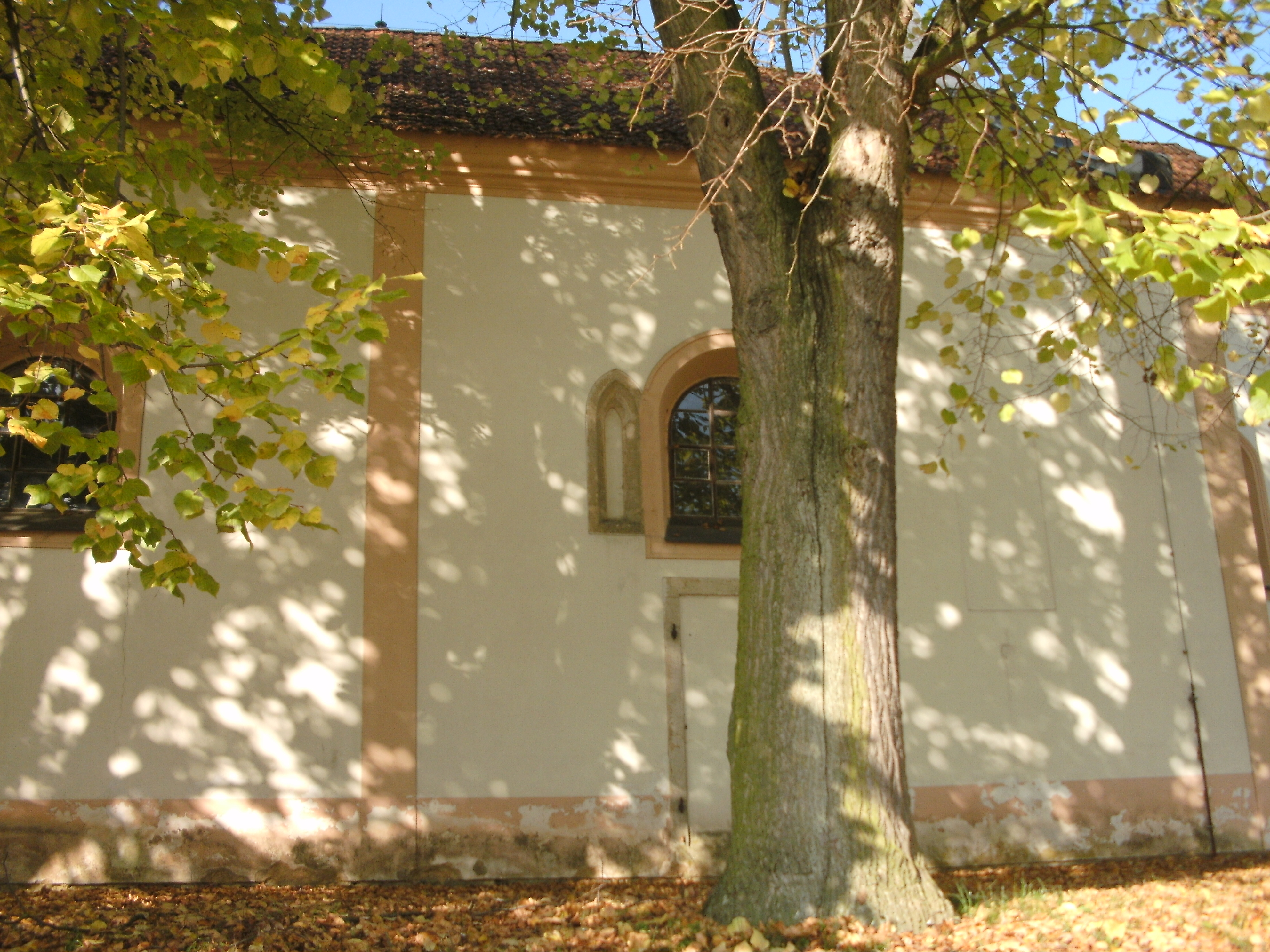
Pohled na kostel zboku

Jádrem gotický kostel sv. Víta byl pravděpodobně postaven v první polovině 14. století. Dnešní podoba kostela je z 15. století, po polovině 18. století byl kostel upraven a zbarokizován. Ke kostelu byla dodatečně přistavěna horní polovina věže. V 18. století proběhla výraznější barokní přestavba, při které byla hlavní loď prodloužena a do jejího průčelí byl zasazen původní gotický portál. Dále došlo k úpravě okenních otvorů a byla vystavěna dřevěná kruchta zdobená obrazy světců. K důležitému zásahu došlo v 90. letech minulého století, kdy proběhla oprava krovu a výměna střešní krytiny, taktéž byla zcela obnovena fasáda.

## Stavební podoba
Kostel sv. Víta v Mířkově je orientovaná zděná omítaná jednolodní stavba, kterou tvoří obdélná loď s užším presbytářem s polygonálním závěrem bez opěrných pilířů. K jeho severnímu boku přiléhá hranolová věž se sakristií v přízemí. Fasáda stavby je hladká s břízolitovou omítkou.